# هیمو فیفنبرگر
هیمو فیفنبرگر (آلمانی: Heimo Pfeifenberger؛ زادهٔ ۲۹ دسامبر ۱۹۶۶) بازیکن سابق و مربی فوتبال اهل اتریش است.
از باشگاه‌هایی که در آن بازی کرده‌است می‌توان به باشگاه فوتبال ردبول زالتسبورگ، باشگاه فوتبال راپید وین، باشگاه ورزشی وردر برمن، و باشگاه فوتبال آستریا زالتسبورگ اشاره کرد.
وی همچنین در تیم ملی فوتبال اتریش بازی کرده‌است.